# Fozil Musayev
Fozil Musayev (* 2. Januar 1989 in Viloyat Taschkent) ist ein usbekischer Fußballspieler.

## Karriere

### Verein
Musayev begann seine Karriere bei Nasaf Karschi. Seine anschließende Karriere ist von vielen Vereinswechseln geprägt, die nach jeweils nach nur ein oder zwei Saisons vollzogen wurden. Bisher spielte Musayev bei acht Vereinen: drei Mal bei Nasaf Karschi und je ein Mal bei FK Mashʼal Muborak, Bunyodkor Taschkent, Muaither SC, Lokomotiv Taschkent, Sepahan FC, Júbilo Iwata und FK Turon Yaypan.
Seit Anfang 2022 ist Musayev bei Metallurg Bekobod unter Vertrag.

### Nationalmannschaft
Im Jahr 2009 debütierte Musayev für die usbekische Fußballnationalmannschaft. Er wurde in den Kader der Asienmeisterschaft 2019 berufen.

## Erfolge
- Usbekische Professionelle Fußballliga: 2013
- Persian Gulf Pro League: 2014/15